# Gleißendes Glück
Gleißendes Glück ist ein deutsches Filmdrama von Sven Taddicken aus dem Jahr 2016. Martina Gedeck und Ulrich Tukur spielen die Hauptrollen im Film, der auf den gleichnamigen Roman (englischer Originaltitel „Original Bliss“) von A. L. Kennedy zurückgeht.

## Inhalt
Der Film erzählt, wie eine Frau im mittleren Alter, die in einer unglücklichen Ehe lebt und an ihrem christlichen Glauben zweifelt, den Kontakt zu einem über das Glück schreibenden und vortragenden Professor sucht. Dessen Pornosucht wird nach einer Weile offenbar. Die beiden nähern sich im Laufe des Filmes immer weiter an und versuchen, die sie bedrängenden Fragen und Probleme gemeinsam zu wenden und zueinander zu finden. Die Frau kehrt immer wieder in ihre Ehe zurück, wo jedoch ein weiterer glücklicherer Weg nicht sichtbar wird. Ihr Ehemann wird gewalttätig.

### Kritiken
Verena Lueken von der Frankfurter Allgemeinen Zeitung lobt zwar die Intensität der beiden Hauptdarsteller, doch die Beziehung der beiden werde „im Film nicht wirklich plausibel“. Der Regisseur traue sich nicht, die Sprache des Buches angemessen zu übersetzen, und verbleibe in „Unbestimmtheit“ und „Unschlüssigkeit“. Claudia Lenssen vom Tagesspiegel meint, der Film bleibe lakonisch knapp und betone „den Traum- und Albtraumcharakter der Binnenwelten“. Sie spricht von einem tragisch-komischen Traktat, doch die „Virtuosität lässt Fragen offen.“
Anke Westphal von der Frankfurter Rundschau dagegen hält den Film für „unglaublich sexy“ und spricht von Bildern „voller behutsamer Empathie für die Figuren, denen indes nie zu nahe getreten wird“.

### Auszeichnungen
Der Film gewann den Film & Literatur Award beim Filmfestival Film by the Sea in Vlissingen und war beim Internationalen Filmfestival Karlovy Vary für den Kristallglobus in der Kategorie Bester Film nominiert.
Martina Gedeck erhält außerdem am 31. August 2017 den "Preis für Schauspielkunst 2017" auf dem „13. Festival des deutschen Films“ in Ludwigshafen.
Die Deutsche Film- und Medienbewertung FBW in Wiesbaden verlieh dem Film das Prädikat besonders wertvoll.